# 尤金·史密斯
威廉·尤金·史密斯（英語：William Eugene Smith，1918年12月30日—1978年10月15日），美國報導攝影家，由於拒絕與所謂的專業標準妥協，以及既殘暴又逼真的第二次世界大戰照片而聞名。
出生於美國肯薩斯州的威奇塔市，1939年史密斯畢業於威奇塔高中（Wichita (Kansas) North High School），由提供兩家當地報紙The Wichita Eagle及the Beacon照片開始了他的攝影生涯。後來他到紐約為《新聞週刊》（Newsweek）工作，且因為持續的追求完美主義及難以相處又具爭議的個性而出名。1939年史密斯由於拒絕使用中片幅的相機拍照而被《新聞週刊》開除，後來他進入《生活雜誌》（Life），沒多久他辭職。1942年他為了幫《PARADE雜誌》模擬作戰時的狀況而受傷。
1950－1960年代，熊本縣水俁市附近發生新公害病，稱為水俁病，尤金·史密斯至當地採訪此事件，但採訪期間被此事件的禍首日本窒素公司所雇的暴民毆打，以至一目暫時失明。

## 著名作品
- 《通向天堂之路》（The Walk to Paradise Garden）
- 《乡村医生》（Country Doctor）
- 《助产士》（Nurse Midwife）
- 《入睡西班牙村落》（Spanish Village）
- 《三K党》
- 《无菌生活研究》
- 《智子入浴（英语：Tomoko and Mother in the Bath）》（Tomoko Uemura in Her Bath）

## 相關電影作品
- 《惡水真相》（2020年），由強尼·戴普飾演

## 外部連結
- W. Eugene Smith Fund （页面存档备份，存于）
- W. Eugene Smith Jazz Loft Project
- Emmy winning documentary: "American Masters: W. Eugene Smith: Photography Made Difficult" (1989 TV documentary) （页面存档备份，存于）
- Masters of Photography: W. Eugene Smith （页面存档备份，存于）
- Background and Photographs
- W. Eugene Smith Photographs
- Aileen Archive （页面存档备份，存于） - Copyright holder of Smith's Minamata photos
- Photograph by W. Eugene Smith （页面存档备份，存于） - Tomoko Uemura in Her Bath, 1972